# Autol
Autol est une commune de la communauté autonome de La Rioja, en Espagne.

## Démographie
| 1900  | 1910  | 1920  | 1930  | 1940  | 1950  | 1960  | 1970  | 1981  |
| ----- | ----- | ----- | ----- | ----- | ----- | ----- | ----- | ----- |
| 2 862 | 2 883 | 2 922 | 3 215 | 3 531 | 3 581 | 3 308 | 3 543 | 3 490 |

| 1991  | 2001  | 2011  | - | - | - | - | - | - |
| ----- | ----- | ----- | - | - | - | - | - | - |
| 3 419 | 3 668 | 4 420 | - | - | - | - | - | - |

## Administration

### Conseil municipal
La ville de Autol comptait 4 512 habitants aux élections municipales du 26 mai 2019. Son conseil municipal (en espagnol : Pleno del Ayuntamiento) se compose donc de 11 élus.
| Parti | Parti                                    | Voix  | %       | Élus   |
| ----- | ---------------------------------------- | ----- | ------- | ------ |
|       | Parti populaire (PP)                     | 1 076 | 53,96 % | 6 / 11 |
|       | Parti socialiste ouvrier espagnol (PSOE) | 918   | 46,04 % | 5 / 11 |

### Liste des maires
| Mandat    | Maire | Maire                      | Parti |
| --------- | ----- | -------------------------- | ----- |
| 1979-1983 |       | José Luis Hernández Calvo  | CD    |
| 1983-1987 |       | José González Pascual      | PSOE  |
| 1987-1991 |       | José González Pascual      | PSOE  |
| 1991-1995 |       | Víctor Ruiz Soldevilla     | PP    |
| 1995-1999 |       | Valentín Jiménez Ezquerro  | PP    |
| 1999-2003 |       | Valentín Jiménez Ezquerro  | PP    |
| 2003-2007 |       | Valentín Jiménez Ezquerro  | PP    |
| 2007-2011 |       | Pedro José Arnedo Frías    | PSOE  |
| 2011-2015 |       | Catalina Bastida de Miguel | PP    |
| 2015-2019 |       | Catalina Bastida de Miguel | PP    |
| 2019-2023 |       | Catalina Bastida de Miguel | PP    |